# Cyrtonops punctipennis
Cyrtonops punctipennis är en skalbaggsart som beskrevs av White 1853. Cyrtonops punctipennis ingår i släktet Cyrtonops och familjen långhorningar.
Artens utbredningsområde är:
- Tibet.
- Laos.
- Burma.
- Nepal.

Inga underarter finns listade i Catalogue of Life.